# Норт Плимот (Масачусетс)
Норт Плимот (енгл. North Plymouth) насељено је место без административног статуса у америчкој савезној држави Масачусетс.

## Демографија
По попису из 2010. године број становника је 3.600, што је 7 (0,2%) становника више него 2000. године.
| Група             | 2000.         | 2010.         |
| Белци             | 3.341 (93,0%) | 3.038 (84,4%) |
| Афроамериканци    | 70 (1,9%)     | 138 (3,8%)    |
| Азијати           | 21 (0,6%)     | 40 (1,1%)     |
| Хиспаноамериканци | 36 (1,0%)     | 89 (2,5%)     |
| Укупно            | 3.593         | 3.600         |